# Joan I Nunyez de Lara
Joan I Nunyez de Lara el major (?-1294) fou senyor de la Senyoria d'Albarrasí el segle xiii.

## Matrimonis i descendència
Pel seu matrimoni amb Teresa Álvarez de Azagra, amb qui va tenir una filla anomenada Teresa va rebre la Senyoria d'Albarrasí. Del seu segon matrimoni, amb Teresa Díaz de Haro va tenir tres fills: Joan, qui heretaria el senyoriu, Nunyo i Joana.

## La successió al tron de Castella
A la mort de Fernando de la Cerda, el fill gran d'Alfons X el Savi, rei de Castella, i confrontats els partidaris Sanç i Alfons de la Cerda per la successió al tron de Regne de Castella, va recolzar Alfons amb el suport del Regne de Navarra i el Regne de França, prenent Osma i Tordesillas entre altres viles.
A la tornada del desafiament de Bordeus Joan Nunyez de Lara va posar un parany a Pere el Gran per fer-lo presoner per lliurar-lo al rei de França i també atacar el Regne d'Aragó. El juny de 1283, Pere el Gran, que es trobava a Tarassona emprèn una acció militar a Navarra i Treviño com a resposta de l'atac navarrès a Aragó en el qual es van conquerir i cremar diverses viles, entre elles el Castell d'Ull.

## La pèrdua del senyoriu
L'hivern de 1284 mentre Joan Nunyez de Lara es trobava a Treviño cercant reforços navarresos per defensar-se dels aragonesos, que l'havien declarat la guerra arran de la seva traïció l'any anterior, Pere el Gran va emprendre el Setge d'Albarrasí, que havia quedat ben defensada. De l'abril al setembre de 1284, els assetjants van construir un poblat en l'actual carrer de los Palacios perquè els seus soldats estiguessin a cobert i més còmodes que en tendes o cabanes en vistes a passar allí l'hivern, però no calgué doncs Joan Nunyez de Lara, es va rendir i exiliar a França.